# ژلیکو کومشیچ
ژلیکو کومشیچ (کرواتی: Željko Komšić؛ زادهٔ ۲۰ ژانویهٔ ۱۹۶۴) سیاستمدار، دیپلمات و وکیل اهل بوسنی و هرزگوین است.
وی از ۲۰۱۸ تاکنون عضو از سال ۲۰۰۶ تا ۲۰۱۴ کروات ریاست جمهوری بوسنی و هرزگوین، از سال ۲۰۱۴ تا ۲۰۱۸ عضو مجلس نمایندگان بوسنی و هرزگوین و از سال ۲۰۰۱ تا ۲۰۰۳ سفی این کشور در جمهوری فدرال یوگسلاوی بوده‌است.